# بورخا سانشيز جيل
بورخا سانشيز جيل (بالإسبانية: Borja Sánchez Gil) (14 فبراير 1987 بأريناس دي سان بيدرو في إسبانيا - ) هو لاعب كرة قدم إسباني في مركز الوسط. لعب مع أتلتيكو مدريد ب وبونفيرادينا ونادي ألكويانو ونادي جيرونا ونادي سالامانكا ونادي هويسكا والنادي الرياضي بدانية وريال سوسيداد ديبورتيفا الكالا وPAE Kerkyra ‏ وReal Balompédica Linense ‏.

## وصلات خارجية
- بورخا سانشيز جيل على موقع قاعدة بيانات كرة القدم.إي يو (الإنجليزية)
- بورخا سانشيز جيل على موقع Soccerway.com (الإنجليزية)